# Juan María Solare
Juan María Solare est un compositeur et pianiste, né à Buenos Aires (Argentine) le 11 août 1966.

## Biographie
Juan Maria Solare a d’abord étudié le piano puis la composition. Passionné de musique contemporaine, il se perfectionne auprès de grands artistes, comme Mauricio Kagel ou Karlheinz Stockhausen à la Hochschule für Musik und Tanz Köln (Cologne) et va approfondir son art avec Helmut Lachenmann à Stuttgart et auprès de très nombreux compositeurs et musiciens dont la liste est impressionnante. Il a composé des pièces pour la guitare, le piano, le quatuor à cordes, le bandonéon, ou la flûte. 
Juan Maria Solare est membre fondateur (Juin 1999) de l'ensemble pour improvisation Die Kugel. L'ensemble de son œuvre a été présenté dans le monde entier (près de 300 compositions).
En 1990, son quatuor à cordes Demeter a remporté le premier prix du concours annuel de composition organisé par la Promociones Musicales d'Argentine. En 1995, sa pièce de théâtre musical Black Bart, pour soprano solo, a été choisie par Hans-Joachim Hespos (Allemagne) dans un concours international de composition d'une minute.
Il obtient trois mentions spéciales dans le cadre du premier Concours de Composition Juan Carlos Paz, organisé par le  Fondo Nacional de las artes d'Argentine en 1996.
Evoquons aussi la Mention spéciale au Concours de composition 1999 de la British & International Bass Forum (BIBF), pour sa partition, El Caballero de la triste figura. En juin 2000 son Nenia in memoriam Franze Juan Pedro a été présenté à Amsterdam dans la Tribune Internationale des Compositeurs (UNESCO) pour les producteurs de quelque 35 stations de radio.
Son Viaje Nocturno por el mar a remporté la mention spéciale dans le troisième concours de composition pour guitare Mangoré Agustin Barrios, organisé par Yagé (Salzbourg, Autriche) et Aspekt SALZBURG. Il a enseigné l'harmonie, le contrepoint, la morphologie, l'histoire de la musique, la musique de chambre et l'acoustique au Conservatoire de Tandil (Argentine), et donne aussi des cours privés dans les techniques du XXe siècle (à la SEAD : Salzburg Experimental Academy of Dance, Ateneo de Madrid, Institut für Neue Musik und Musikerziehung Darmstadt, Semaine Internationale de la Guitare Nantes). Juan Maria Solare donne occasionnellement des conférences publiques sur ces sujets.
Depuis janvier 2002 il donne des cours de piano à la Musikschule, à Brême en Allemagne, il mène un groupe de musique de chambre (Orquesta No Típica) consacré au tango à l'Université de Brême et il enseigne également la musique théâtre dans l’ensemble Kagel.
Ce passionné de jeux d’échecs est correspondant de plusieurs journaux et magazines musicaux pour lesquels il collabore intensément, en Espagne et en Argentine. Il vit actuellement à Brême, en Allemagne.